# Euselasia gelon
Euselasia gelon is een vlindersoort uit de familie van de prachtvlinders (Riodinidae), onderfamilie Euselasiinae.
Euselasia gelon werd in 1787 beschreven door Stoll.